# Dolní Bojanovice
Dolní Bojanovice é uma comuna checa localizada na região de Morávia do Sul, distrito de Hodonín.